# Automeris basalis
Automeris basalis är en fjärilsart som beskrevs av Walker 1855. Automeris basalis ingår i släktet Automeris och familjen påfågelsspinnare. Inga underarter finns listade i Catalogue of Life.